# Odontocera signatipennis
Odontocera signatipennis är en skalbaggsart som beskrevs av Dmytro Zajciw 1971. Odontocera signatipennis ingår i släktet Odontocera och familjen långhorningar. Inga underarter finns listade i Catalogue of Life.